# Rhodamnia moluccana
Rhodamnia moluccana är en myrtenväxtart som beskrevs av Karl Ewald Maximilian Burret. Rhodamnia moluccana ingår i släktet Rhodamnia och familjen myrtenväxter. Inga underarter finns listade i Catalogue of Life.